# Folco di Guînes
Folco di Guînes in francese Foulque de Guines (... – 1125 circa) fu un nobile crociato del Regno di Gerusalemme, nel 1110 divenne il primo signore di Beirut.
Era il secondo figlio di Baldovino I, conte di Guînes, nel Boulonnais, ed aveva legami di parentela con i Conti di Boulogne.
Probabilmente accompagnò Eustachio III di Boulogne e Roberto II di Flandra nella Prima crociata, nel 1110 ottenne da suo cugino Baldovino I di Gerusalemme la signoria di Beirut. 
Folco morì attorno al 1125.